# Дроздово (озеро)
Дроздово (фин. Pärnänlampi) — озеро на территории Приозерского городского поселения Приозерского района Ленинградской области.

## Общие сведения
Площадь озера — 0,9 км². Располагается на высоте 6 метров над уровнем моря.
Форма озера лопастная, подковообразная. Берега каменисто-песчаные, с юга заболоченные.
Озеро соединяется протокой с Ладожским озером.
В озере не менее десятка островов различной площади. Самый крупный носит название Козлиный (фин. Vuohisaari).
На юго-западном берегу озера располагается посёлок Бригадное.
С 1960-х гг. и до закрытия в 1984 году воды озера неочищенными стоками отравлял Приозерский целлюлозно-бумажный комбинат.
Код объекта в государственном водном реестре — 01040300211102000012899.